# Jolanta Podedworna
Jolanta Bogumiła Podedworna – polska inżynier, doktor habilitowana nauk technicznych. Specjalizuje się w biotechnologii ścieków i osadów ściekowych oraz technologii wody i ścieków. Profesor nadzwyczajny w Zakładzie Zaopatrzenia w Wodę i Odprowadzania Ścieków Wydziału Instalacji Budowlanych, Hydrotechniki i Inżynierii Środowiska Politechniki Warszawskiej. Prowadzi zajęcia m.in. z chemii środowiska.

## Wybrane publikacje
- Ćwiczenia laboratoryjne z technologii osadów ściekowych (wraz z P. Pietraszkiem), Wydawnictwo Politechniki Warszawskiej 1990
- Zintegrowane usuwanie azotu i fosforu w reaktorze SBR z długotrwałym dawkowaniem ścieków poprzez selektor, Oficyna Wydawnicza PW 2002 (praca habilitacyjna)
- Ćwiczenia laboratoryjne z technologii osadów ściekowych (wraz z K. Umiejewską), Oficyna Wydawnicza Politechniki Warszawskiej 2007, ISBN 978-83-7207-691-5
- Sanitacja wsi (współautorzy: Heidrich, Kalenik, Stańko), wyd. Seidel-Przywecki 2008, ISBN 978-83-60956-04-5
- Technologia osadów ściekowych (wraz z K. Umiejewską), Oficyna Wydawnicza Politechniki Warszawskiej 2007, ISBN 978-83-7207-764-6
- ponadto rozdziały w książkach i artykuły publikowane m.in. w takich czasopismach jak: "Gaz, Woda i Technika Sanitarna", "Water Science and Technology" oraz "Polish Journal of Environmental Studies"[1][3][5][6].